# Lyra vs Ira
Lyra vs Ira és una pel·lícula documental britànica del 2022 sobre la vida i la mort de l'autora i periodista nord-irlandesa assassinada Lyra McKee, dirigida per Alison Millar. La pel·lícula reutilitza enregistraments de veu i entrevistes del dictàfon de McKee, a més d'utilitzar missatges de text, imatges de gravacions casolanes i altres arxius. Lyra vs Ira es va estrenar el 7 de novembre de 2021 al Festival Internacional de Cinema de Cork simultàniament amb una projecció privada per a familiars i amics durant el Festival de Cinema de Belfast. S'ha subtitulat al català.
La pel·lícula va guanyar el premi Tim Hetherington al Sheffield DocFest i el premi del públic al Festival Internacional de Cinema de Cork.